# 山谷佳之
山谷 佳之（やまや よしゆき、1956年10月20日 - ）は、日本の実業家。オリックス取締役兼代表執行役副社長を経て、初代関西エアポート代表取締役社長。

## 人物・経歴
大阪府吹田市生まれ。追手門学院高等学校を経て、1980年神戸大学農学部卒業、オリエント・リース入社。
2001年にオリックス社長室長。2005年にオリックスグループ執行役員。2006年にオリックス執行役。2008年にオリックスグループ常務執行役員。2009年にオリックス取締役兼専務執行役、オリックス不動産代表取締役社長。2014年にオリックス取締役兼専務執行役スペシャル・インベストメンツグループ管掌、 融資事業部管掌 同年オリックス取締役兼専務執行役グループCEO補佐 グループリテール事業統括 リテール事業統括室管掌、オリックス・クレジット代表取締役社長。2015年にオリックス取締役兼代表執行役副社長（リテールセグメント担当、コンセッション事業推進部管掌）にそれぞれ就く。
2015年から関西エアポートの初代代表取締役社長を務め、関西国際空港、大阪国際空港、神戸空港の一体運営化の実現などにあたった。